# Liste der Abgeordneten zum Tiroler Landtag (XVI. Gesetzgebungsperiode)
- ÖVP: 16
- SPÖ: 5
- GRÜNE: 5
- Vorwärts: 4
- FPÖ: 4
- FRITZ: 2

Diese Liste der Abgeordneten zum Tiroler Landtag (XVI. Gesetzgebungsperiode) listet alle Abgeordneten zum Tiroler Landtag in der XVI. Legislaturperiode (Stand: 6. Oktober 2017) auf.

## Geschichte
Von den 36 Mandaten entfielen nach der Landtagswahl in Tirol 2013 16 auf die Österreichische Volkspartei (ÖVP), fünf auf die Sozialdemokratische Partei Österreichs (SPÖ), fünf auf Die Grünen Tirol (Grünen), vier auf Vorwärts Tirol (VT), vier auf die Freiheitliche Partei Österreichs (FPÖ) und zwei auf die Liste Fritz Dinkhauser – Bürgerforum Tirol (FRITZ).
Die erste Sitzung des Tiroler Landtags in dieser Periode fand am 24. Mai 2013 statt. Nach der Konstituierung des Landtages folgte die Angelobung der Abgeordneten, danach die Wahl des Landtagspräsidiums, gefolgt von der Wahl der Mitglieder der Landesregierung Platter II und die Ernennung der Vertreter des Tiroler Landtages im Bundesrat.
Jene Abgeordneten, die in die Landesregierung gewählt wurden, verzichteten auf ihre Landtagsmandate für die Dauer ihrer Regierungstätigkeit und waren daher nur kurze Zeit während der konstituierenden Sitzung Abgeordnete zum Tiroler Landtag.

## Funktionen

### Landtagspräsidenten
- Zum Präsidenten des Tiroler Landtages wurde in der konstituierenden Sitzung der ehemalige Landeshauptmann Herwig van Staa (ÖVP) gewählt, wobei er 29 der 36 Stimmen erhielt. Fünf Abgeordnete stimmten gegen van Staa, zwei Stimmen waren ungültig geblieben. Er übte diese Funktion bereits in der vergangenen Legislaturperiode aus.
- Zum 1. Vizepräsident des Tiroler Landtages wählten die Abgeordneten Anton Mattle (ÖVP), der ebenfalls 31 Stimmen auf sich vereinen konnte. Fünf Abgeordnete hatten gegen ihn gestimmt. Er folgte in dieser Funktion Johannes Bodner (ebenfalls ÖVP) nach, der aus dem Landtag ausgeschieden war.
- In Folge der ersten Koalition zwischen ÖVP und Grünen in Tirol verlor die SPÖ den politischen Anspruch auf den 2. Vizepräsidenten, weshalb mit Hermann Weratschnig (Grüne) erstmals ein Abgeordneter der Grünen in das Landtagspräsidium gewählt wurde. Er erhielt 24 Stimmen, 12 Abgeordneten stimmten gegen Weratschnig.[2]

### Klubobleute
- Nachdem der bisherige ÖVP-Klubobmann Josef Geisler das Amt des Landesrats übernommen hatte, wurde der Imster Landtagsabgeordnete und Bürgermeister von Umhausen Jakob Wolf zum Klubobmann der ÖVP gewählt. Sein Stellvertreter wurde Hermann Kuenz.[3]
- Auch in der SPÖ kam es durch deren Ausscheiden aus der Regierung zu einem Wechsel. Der bisherige Landeshauptmann-Stellvertreter Gerhard Reheis wurde zum neuen SPÖ-Klubobmann gewählt, sein Vorgänger Hans-Peter Bock in den Bundesrat entsandt.[4]
- Nachdem Christine Baur, bisherige Klubobfrau der Grünen, in die Landesregierung einzog, wurde Gebi Mair, Spitzenkandidat der Grünen in Innsbruck zum neuen Klubobmann gewählt.
- Bei der neu im Landtag vertretenen Liste Vorwärts Tirol übernahm Hans Lindenberger diese Funktion. Seit 20. Februar 2015 bezeichnet sich der Landtagsklub vorwärts Tirol als "impuls-tirol-Landtagsklub".
- Lediglich die FPÖ und die Liste Fritz stellten mit Gerald Hauser bzw. Andrea Haselwanter-Schneider dieselben Klubobleute wie vor der Wahl 2013, wobei jedoch Hauser bereits im November 2013 von Rudi Federspiel abgelöst wurde.

### Bundesräte
In der konstituierenden Sitzung wählte der Tiroler Landtag auch die Bundesräte, die die Interessen Tirols im Österreichischen Bundesrat vertreten sollen. Gemäß dem Wahlergebnis entsendet die ÖVP mit Andreas Köll, Sonja Ledl-Rossmann und Anneliese Junker drei Mitglieder, Grüne und SPÖ stellen mit Nicole Schreyer (Grüne) und Hans-Peter Bock (SPÖ) je ein Mitglied. Alle Bundesräte wurden einstimmig gewählt, die in der Folge vom Bundesratspräsidenten in Wien angelobt wurden.

### Landtagsabgeordnete
| Name                         | Klub              | Wählergruppe | Wahlkreis           | Anmerkung |
| ---------------------------- | ----------------- | ------------ | ------------------- | --- |
| Abwerzger Markus             | FPÖ-Klub          | FPÖ          | Landeswahlvorschlag | Ersatz für Hildegard Schwaiger seit 1. Oktober 2015; Klubobmann-Stellvertreter                                       |
| Angerer Andreas              | GRÜNE-Klub        | GRÜNE        | Innsbruck-Land      | Wechsel in die Privatwirtschaft ab 1. Oktober 2017                                                                   |
| Baur Christine               | GRÜNE-Klub        | GRÜNE        | Landeswahlvorschlag | Mandatsverzicht für die Dauer der Mitgliedschaft zur Landesregierung seit 24. Mai 2013; Mitglied der Landesregierung |
| Blanik Elisabeth             | SPÖ-Klub          | SPÖ          | Landeswahlvorschlag | Klubobmann-Stellvertreterin                                                                                          |
| Brugger Andreas              | FRITZ-Klub        | FRITZ        | Landeswahlvorschlag | Klubobfrau-Stellvertreter; Schriftführer; Mandatsverzicht ab 3. Oktober 2015                                         |
| Demir Ahmet                  | GRÜNE-Klub        | GRÜNE        | Landeswahlvorschlag | |
| Dornauer Georg               | SPÖ-Klub          | SPÖ          | Innsbruck-Land      | Schriftführer |
| Edenhauser Josef             | ÖVP-Klub          | ÖVP          | Kitzbühel           | Ersatz für Beate Palfrader seit 24. Mai 2013                                                                         |
| Egger Siegfried              | ÖVP-Klub          | ÖVP          | Landeswahlvorschlag | |
| Ellinger Bettina             | ÖVP-Klub          | ÖVP          | Landeswahlvorschlag | Ersatz für Günther Platter seit 24. Mai 2013                                                                         |
| Federspiel Rudolf            | FPÖ-Klub          | FPÖ          | Landeswahlvorschlag | Klubobmann, bis Oktober 2013 Klubobmann-Stellvertreter                                                               |
| Felipe-Saint Hilaire Ingrid  | GRÜNE-Klub        | GRÜNE        | Innsbruck-Land      | Mandatsverzicht für die Dauer der Mitgliedschaft zur Landesregierung seit 24. Mai 2013; Mitglied der Landesregierung |
| Fischer Gabriele             | GRÜNE-Klub        | GRÜNE        | Landeswahlvorschlag | Ersatz für Christine Baur seit 24. Mai 2013; Klubobmann-Stellvertreterin                                             |
| Gasteiger Klaus              | SPÖ-Klub          | SPÖ          |                     | seit 2016, Nachfolger von Gabriele Schiessling                                                                       |
| Geisler Josef                | ÖVP-Klub          | ÖVP          | Schwaz              | Mandatsverzicht für die Dauer der Mitgliedschaft zur Landesregierung seit 24. Mai 2013; Mitglied der Landesregierung |
| Gruber Isabella              | FRITZ-Klub        | FRITZ        | Landeswahlvorschlag | Ersatz für Andreas Brugger seit 3. Oktober 2015; Klubobfrau-Stellvertreterin; Schriftführerin                        |
| Haselwanter-Schneider Andrea | FRITZ-Klub        | FRITZ        | Landeswahlvorschlag | Klubobfrau |
| Hauser Gerald                | FPÖ-Klub          | FPÖ          | Landeswahlvorschlag | Klubobmann, bis 31. Oktober 2013; Mandatsverzicht ab 1. November 2013                                                |
| Kaltenhauser Kathrin         | ÖVP-Klub          | ÖVP          | Landeswahlvorschlag | |
| Kirchmair Heinz              | ÖVP-Klub          | ÖVP          | Landeswahlvorschlag | |
| Krumschnabel Andrea          | ohne              | VT           | Landeswahlvorschlag | seit 1. Juli 2014 ohne Klubzugehörigkeit                                                                             |
| Kuenz Hermann                | ÖVP-Klub          | ÖVP          | Landeswahlvorschlag | Ersatz für Patrizia Zoller-Frischauf seit 24. Mai 2013; Klubobmann-Stellvertreter                                    |
| Lindenberger Hans            | impuls-tirol-Klub | VT           | Landeswahlvorschlag | seit 20. Februar 2015 "impuls-tirol"; Klubobmann                                                                     |
| Mair Gebi                    | GRÜNE-Klub        | GRÜNE        | Innsbruck-Stadt     | Klubobmann „Die Grünen“                                                                                              |
| Margreiter Alois             | ÖVP-Klub          | ÖVP          | Kufstein            | Schriftführer |
| Mariacher Heribert           | FPÖ-Klub          | FPÖ          | Landeswahlvorschlag | Ersatz für Gerald Hauser ab 1. November 2013; Schriftführer                                                          |
| Mattle Anton                 | ÖVP-Klub          | ÖVP          | Landeck             | 1. Vizepräsident des Tiroler Landtages                                                                               |
| Mayerl Martin                | ÖVP-Klub          | ÖVP          | Lienz               | |
| Nagl Rudolf                  | ÖVP-Klub          | ÖVP          | Innsbruck-Land      | |
| Palfrader Beate              | ÖVP-Klub          | ÖVP          | Kitzbühel           | Mandatsverzicht für die Dauer der Mitgliedschaft zur Landesregierung seit 24. Mai 2013; Mitglied der Landesregierung |
| Pertl Anton                  | ÖVP-Klub          | ÖVP          | Innsbruck-Land      | Ersatz für Eva-Maria Posch ab 1. Februar 2015; Mandatsverzicht ab 23. Oktober 2015                                   |
| Platter Günther              | ÖVP-Klub          | ÖVP          | Landeswahlvorschlag | Mandatsverzicht für die Dauer der Mitgliedschaft zur Landesregierung seit 24. Mai 2013; Mitglied der Landesregierung |
| Posch Eva-Maria              | ÖVP-Klub          | ÖVP          | Innsbruck-Land      | Ersatz für Johannes Tratter seit 24. Mai 2013; Mandatsverzicht ab 1. Februar 2015                                    |
| Pupp Thomas                  | SPÖ-Klub          | SPÖ          | Innsbruck-Stadt     | |
| Reheis Gerhard               | SPÖ-Klub          | SPÖ          | Landeswahlvorschlag | Klubobmann SPÖ |
| Riedl Florian                | ÖVP-Klub          | ÖVP          | Innsbruck-Land      | Ersatz für Anton Pertl seit 23. Oktober 2015                                                                         |
| Rieger Eduard                | FPÖ-Klub          | FPÖ          | Landeswahlvorschlag | Altersvorsitzender                                                                                                   |
| Schett Josef                 | impuls-tirol-Klub | VT           | Landeswahlvorschlag | seit 20. Februar 2015 "impuls-tirol"                                                                                 |
| Schiessling Gabi             | SPÖ-Klub          | SPÖ          | Landeswahlvorschlag | bis 2016, Nachfolger Klaus Gasteiger                                                                                 |
| Schramm-Skoficz Barbara      | GRÜNE-Klub        | GRÜNE        | Innsbruck-Land      | Ersatz für Andreas Angerer, seit 4. Oktober 2017                                                                     |
| Schwaiger Hildegard          | FPÖ-Klub          | FPÖ          | Landeswahlvorschlag | Schriftführerin; Mandatsverzicht ab 1. Oktober 2015                                                                  |
| Schwaighofer Barbara         | ÖVP-Klub          | ÖVP          | Kufstein            | |
| van Staa Herwig              | ÖVP-Klub          | ÖVP          | Innsbruck-Stadt     | Präsident des Tiroler Landtages                                                                                      |
| Tilg Bernhard                | ÖVP-Klub          | ÖVP          | Landeswahlvorschlag | Mandatsverzicht für die Dauer der Mitgliedschaft zur Landesregierung seit 24. Mai 2013; Mitglied der Landesregierung |
| Tratter Johannes             | ÖVP-Klub          | ÖVP          | Innsbruck-Land      | Mandatsverzicht für die Dauer der Mitgliedschaft zur Landesregierung seit 24. Mai 2013; Mitglied der Landesregierung |
| Weirather Stefan             | ÖVP-Klub          | ÖVP          | Landeswahlvorschlag | Ersatz für Bernhard Tilg seit 24. Mai 2013                                                                           |
| Weratschnig Hermann          | GRÜNE-Klub        | GRÜNE        | Landeswahlvorschlag | 2. Vizepräsident des Tiroler Landtages                                                                               |
| Wex Martin                   | ÖVP-Klub          | ÖVP          | Schwaz              | Ersatz für Josef Geisler seit 24. Mai 2013                                                                           |
| Wolf Jakob                   | ÖVP-Klub          | ÖVP          | Imst                | Klubobmann ÖVP |
| Zoller-Frischauf Patrizia    | ÖVP-Klub          | ÖVP          | Landeswahlvorschlag | Mandatsverzicht für die Dauer der Mitgliedschaft zur Landesregierung seit 24. Mai 2013; Mitglied der Landesregierung |
| Zwölfer Maria                | impuls-tirol-Klub | VT           | Landeswahlvorschlag | seit 20. Februar 2015 "impuls-tirol"; Schriftführerin                                                                |